# UTC+05:40
Az UTC+05:40 egy időeltolódás volt, amely öt órával és 40 perccel volt előrébb az egyezményes koordinált világidőtől (UTC). Jelenleg már egy terület sem használja.

## Korábban ezt az időeltolódást használó terület

### Ázsia
- Nepál

## A korábban ebben az időeltolódásban lévő időzónáról
| Időzóna neve angolul | Időzóna neve magyarul | Időzóna rövidítése |
| -------------------- | --------------------- | ------------------ |
| Nepal Time           | Nepáli idő            | NPT                |

A Nepal Time (Nepáli idő) ma már az UTC+5:45 időeltolódásban található, méghozzá 1986 óta.

## Fordítás
Ez a szócikk részben vagy egészben  az   UTC+05:40 című angol Wikipédia-szócikk ezen változatának fordításán alapul.  Az eredeti cikk szerkesztőit annak laptörténete sorolja fel. Ez a jelzés csupán a megfogalmazás eredetét és a szerzői jogokat jelzi, nem szolgál a cikkben szereplő információk forrásmegjelöléseként.

## Kapcsolódó szócikk
- UTC+05:45